# الجرفة (إب)

تعديل مصدري - تعديل

الجرفة محلة تابعة لقرية عراجز، التابعة لعزلة ميتم بمديرية إب إحدى مديريات محافظة إب في الجمهورية اليمنية.، بلغ تعداد سكانها 623 حسب تعداد اليمن لعام 2004.